# Esprit nouveau
Pour les articles homonymes, voir L'Esprit nouveau.
 (février 2020).

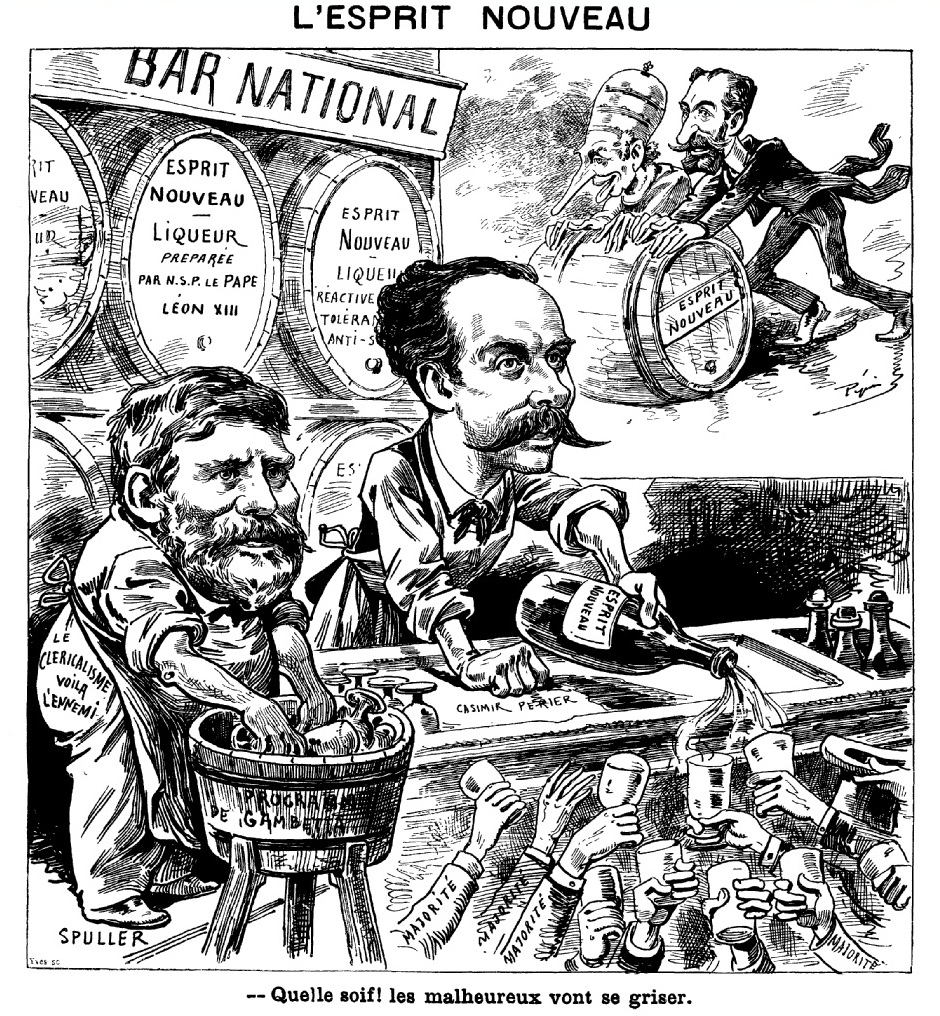
Caricature de l'anticlérical Pépin pour Le Grelot du 11 mars 1894 accusant Sadi Carnot, Casimir-Périer et Spuller de renier au profit du pape l'anticléricalisme du programme républicain de Gambetta.

L'« esprit nouveau » est une expression employée en 1894 par Eugène Spuller pour désigner la politique religieuse conciliatrice alors envisagée par le gouvernement républicain opportuniste français. Elle marque une étape importante dans la recomposition du paysage politique français à la veille de l'affaire Dreyfus.

## Contexte
Dans la première moitié des années 1880, sous l'inspiration de Léon Gambetta et la direction de Jules Ferry, les républicains menèrent une politique de laïcisation qui accentua leur opposition aux partis de la droite monarchiste plus ou moins attachés au principe de l'alliance du trône et de l'autel. Après la chute de Ferry et la poussée des droites aux élections législatives de 1885, certains républicains modérés dit « opportunistes » furent tentés de chercher l'appui d'une partie des conservateurs. Ainsi, le 30 mai 1887, Maurice Rouvier forma un gouvernement fondé sur une majorité « ouverte à ceux qui, acceptant la République, [voulaient] y entrer sans arrière-pensée ». Le portefeuille des Cultes avait été confié à Eugène Spuller, qui avait salué, dans La République française, l'expérience de la « droite républicaine » tentée par Edgar Raoul-Duval. Le gouvernement Rouvier tomba cependant en décembre. Le boulangisme, en se déclarant favorable à une « pacification religieuse » pour obtenir l'appui de la droite catholique, en recevant le soutien (surtout financier) des monarchistes et en suscitant contre lui une politique de concentration républicaine, ajourna momentanément les tentatives d'apaisement.
À partir de 1893, les opportunistes ne craignaient plus les tentatives monarchistes et envisageaient l'abandon de la politique de concentration républicaine qui les associait aux radicaux. Face à la montée de l'extrême gauche, ils cherchaient à constituer une nouvelle majorité de défense sociale. Ils se tournèrent alors vers le centre-droit récemment formé par les « ralliés », ces catholiques ayant suivi l'appel du pape Léon XIII à accepter les institutions de la République pour mieux pouvoir lutter contre les mesures anticléricales.
Sans renier la politique de laïcisation menée du temps de Jules Ferry (qui venait de mourir), le président du Conseil et ministre de l'Intérieur et des Cultes Charles Dupuy loua ainsi « les conseils partis de Rome dans une pensée élevée d'apaisement » et proposa de « régler les rapports de la société civile et religieuse dans un large esprit de tolérance » (discours de Toulouse).

## La séance du 3 mars 1894 à la Chambre des députés
Après les élections de l'été 1893, qui virent le maintien de la majorité relative des républicains opportunistes (ou « progressistes ») mais aussi la progression des socialistes, Jean Casimir-Perier forma un gouvernement de tendance « centriste » et persista dans la politique d'apaisement à l'égard des catholiques ralliés.
Lors de la séance du 3 mars 1894 à la Chambre des députés, le catholique libéral Denys Cochin interrogea le ministre de l'Instruction publique, des Beaux-Arts et des Cultes, Eugène Spuller, sur un arrêté du maire de Saint-Denis qui interdisait les cérémonies religieuses sur la voie publique ainsi que l'exhibition d'emblèmes religieux aux funérailles.
Après avoir rappelé que le Conseil d’État avait annulé la dernière partie de cet arrêté, Spuller laissa entendre que le gouvernement s'était également opposé au caractère anti-libéral et oppressif de cette mesure. Continuant à expliquer la position du gouvernement, le ministre annonça que celui-ci ferait prévaloir, dans les questions religieuses, un « esprit de tolérance », et que les députés pouvaient compter à la fois « sur la vigilance du gouvernement pour maintenir les droits de l’État, et sur l'esprit nouveau qui l'anime et qui tend à réconcilier tous les citoyens dans la société française ».
Applaudie par une partie des progressistes et des ralliés, cette déclaration fut immédiatement attaquée par les radicaux, dont le chef, Henri Brisson, exigea de nouvelles explications, tandis que René Goblet dénonça un « pacte avec l’Église ». Spuller, appuyé par Casimir-Périer, leur répondit en assumant son positionnement « opportuniste » et en mettant en avant l'évolution du débat politique depuis les débuts de la Troisième République : la lutte contre l’Église catholique pouvait cesser, celle-ci ayant évolué vers la démocratie et ne servant plus « de lien aux partis de monarchie ».
Malgré les protestations de l'extrême gauche radicale et socialiste, la Chambre vota la confiance au gouvernement par 280 voix (dont un tiers des ralliés) contre 120.

## Réactions et conséquences
Cet « esprit nouveau » affiché par le gouvernement et accepté par la majorité parlementaire fut très mal accueilli par l'extrême gauche. En effet, les radicaux l'interprétaient comme une abdication face au cléricalisme et les socialistes y voyaient la volonté de « faire la paix à droite pour faire la guerre à gauche » (Millerand).
Il fut également accueilli avec scepticisme et mépris par l'extrême droite « réfractaire » au ralliement, dont un orateur, Baudry d'Asson, rappela une loi récente sur la comptabilité des conseils de fabrique pour accuser le gouvernement de poursuivre une politique de persécution à l'encontre des catholiques.
Enfin, l'« esprit nouveau » ainsi que la rupture avec les radicaux suscitèrent des réticences au sein même du parti opportuniste, dont se détacha le groupe de l'Union progressiste dirigé par Gustave Isambert.
Cependant, la majorité « centriste » tint bon : malgré la chute de son gouvernement le 22 mai sur une question n'ayant pas de rapport avec sa politique religieuse, Casimir-Périer fut élu le mois suivant à la présidence de la République, et après sa démission, en 1895, c'est un autre partisan de l'esprit nouveau, Félix Faure, qui fut choisi pour lui succéder. Si les éphémères et fragiles gouvernements Ribot et Bourgeois tournèrent momentanément le dos à la politique d'apaisement et s'attirèrent ainsi les foudres de la droite catholique, le durable gouvernement Méline qui leur succéda fut caractérisé par son refus de l'anticléricalisme (qualifié de « tactique des radicaux pour tromper la faim des électeurs »), sa rupture avec la gauche et l'ouverture de sa majorité aux ralliés.
Cette politique fut condamnée en 1897 par le radical Léon Bourgeois : « L’Église s'infiltre partout. […] C'est à Rome qu'aux prochaines élections se dresseront les listes panachées destinées à former à la Chambre une majorité de droite » (discours de Château-Thierry).
C'est finalement l'affaire Dreyfus qui raviva les conflits religieux et entraîna, entre 1898 et 1902, la scission des républicains modérés. Rejetés dans l'opposition par la constitution du Bloc des gauches autour du progressiste Waldeck-Rousseau, les partisans de l'esprit nouveau furent à l'origine du premier parti politique de la droite républicaine, la Fédération républicaine (1903).